# BK Landora
BK Landora hette från början Viktoria men bytte namn 1931 vid inträdet i Riksidrottsförbundet. Klubben återfinns i Landskrona och en stor spelare som kommer från klubben är Sonny Johansson, Kung Sune. 
Spelardräkten har historiskt varit rödgul tröja och blåsvarta byxor. 
Landora hade sin storhetsperiod på 1930-talet då man nosade på Allsvenskan och kom på tredje plats i Sveriges näst högsta division 1937/38 liksom påföljande säsong.
Namnet Landora har man tagit från ett gammalt namn på Landskrona omnämnt i Saxo Grammaticus Gesta Danorum från 1100-talet. 
Flest matcher i klubben har Hasse Waldemarsson.